# معرف وحدة المعالجة المركزية
معرف وحدة المعالجة المركزية (بالإنجليزية: CPUID)‏ وهو اختصار CPU Identifiction ، كود العملية Opcode لمعرف وحدة المعالجة المركزية CPUID هو قدرة معالج تكميلية [الإنجليزية] لمعمارية إكس 86 x86 تسمح للبرمجيات باكتشاف تفاصيل المعالج، وقد ظهرة مع معالج إنتل سنة 1993 عندما قدمة معالجات بنتيوم Pentium ومعالج 486SL من فئة معالجات إنتل 80486 .

## إستدعاء معرف وحدة المعالجة المركزية
(بالإنجليزية: Calling CPUID)‏

### أعلى المعاملات المدعومة
الجدول التالي يوضح قائمة بالمعالجات وأعلى معاملات تدعمها
| المعالج                                 | أساسي         | ممتد          |
| --------------------------------------- | ------------- | ------------- |
| بدايات إنتل 486                         | لم تنفــــــذ | لم تنفــــــذ |
| أواخر إنتل 486 و بنتيوم                 | 0x01          | لم تنفذ       |
| بنتيوم برو وبنتيوم 2 وسيليرون           | 0x02          | لم تنفذ       |
| بنتيوم 3                                | 0x03          | لم تنفذ       |
| بنتيوم 4                                | 0x02          | 0x8000 0004   |
| زيون                                    | 0x02          | 0x8000 0004   |
| بنتيوم إم                               | 0x02          | 0x8000 0004   |
| بنتيوم 4 بتقنية (Hyper-Threading)       | 0x05          | 0x8000 0008   |
| بنتيوم دي (8xx)                         | 0x05          | 0x8000 0008   |
| بنتيوم دي (9xx)                         | 0x06          | 0x8000 0008   |
| كور ديو (Core Duo)                      | 0x0A          | 0x8000 0008   |
| كور 2 ديو (Core 2 Duo)                  | 0x0A          | 0x8000 0008   |
| سلسلة زيون 3000, 5100, 5200, 5300, 5400 | 0x0A          | 0x8000 0008   |
| سلسلة كور 2 ديو 8000                    | 0x0D          | 0x8000 0008   |
| سلسلة زيون 5200, 5400                   | 0x0A          | 0x8000 0008   |
| أتوم (Atom)                             | 0x0A          | 0x8000 0008   |
| Nehalem-based processors                | 0x0B          | 0x8000 0008   |
| IvyBridge-based processors              | 0x0D          | 0x8000 0008   |
| Skylake-based processors                | 0x16          | 0x8000 0008   |